# دومین همه‌پرسی استقلال اسکاتلند از پادشاهی متحد
دومین همه‌پرسی استقلال اسکاتلند (که معمولاً به آن indyref2 گفته می‌شود) در مورد استقلال کشور استکاتلند از پادشاهی متحد (بریتانیا) است که توسط دولت اسکاتلند پیشنهاد شده‌است. همه‌پرسی استقلال برای اولین بار در ۱۸ سپتامبر ۲۰۱۴ برگزار شد و ۵۵ درصد به استقلال رای «نه» دادند. دولت اسکاتلند در برگه سفید خود برای استقلال اعلام کرد که رای دادن به بله «یک بار در هر نسل فرصتی برای دنبال کردن مسیری متفاوت و انتخاب مسیر جدید و بهتر برای ملت ما» بود. پس از رای «نه»، کمیسیون فرا حزبی اسمیت مناطقی را پیشنهاد کرد که می‌توان آن را به پارلمان اسکاتلند واگذار کرد. این منجر به تصویب قانون اسکاتلند در سال ۲۰۱۶ شد، که حوزه‌های سیاستی جدید واگذار شده را به موقع برای مبارزات انتخاباتی پارلمان اسکاتلند در سال ۲۰۱۶ رسمیت بخشید.